# 2023년 더 베스트 FIFA 풋볼 어워드
2023년 더 베스트 FIFA 풋볼 어워드(The Best FIFA Football Awards 2023)는 2024년 1월 15일 영국 런던에서 열린 국제 축구 연맹(FIFA)의 시상식이다.

## 수상자 및 후보자

### 남자 베스트 선수
2023년 9월 14일, 12명의 선수가 후보에 올랐다. 이후 3명으로 추려진 최종 후보는 12월 14일에 공개되었다.
리오넬 메시가 48점을 받아 남자 베스트 선수상을 수상하였다.
올해의 남자 선수 선정 기준은 2022년 12월 19일부터 2023년 8월 20일까지의 기간 동안의 활약을 기준으로 한다.
| 순위              | 선수                  | 클럽                        | 국적           | 득표 수        |
| 최종 후보 명단    | 최종 후보 명단        | 최종 후보 명단              | 최종 후보 명단 | 최종 후보 명단 |
| ----------------- | --------------------- | --------------------------- | -------------- | -------------- |
| 1위               | 리오넬 메시           | 파리 생제르맹 인터 마이애미 | 아르헨티나     | 48*            |
| 2위               | 엘링 홀란             | 맨체스터 시티               | 노르웨이       | 48             |
| 3위               | 킬리안 음바페         | 파리 생제르맹               | 프랑스         | 35             |
| 그 외의 후보 명단 |                       |                             |                |                |
| 순위              | 선수                  | 클럽                        | 국적           | 득표 수        |
| 4위               | 케빈 더 브라위너      | 맨체스터 시티               | 벨기에         | 32             |
| 5위               | 빅터 오시멘           | 나폴리                      | 나이지리아     | 24             |
| 6위               | 로드리                | 맨체스터 시티               | 스페인         | 24             |
| 7위               | 훌리안 알바레스       | 맨체스터 시티               | 아르헨티나     | 21             |
| 8위               | 베르나르두 실바       | 맨체스터 시티               | 포르투갈       | 18             |
| 9위               | 일카이 귄도안         | 맨체스터 시티 바르셀로나    | 독일           | 13             |
| 10위              | 흐비차 크바라츠헬리아 | 나폴리                      | 조지아         | 7              |
| 11위              | 마르첼로 브로조비치   | 인테르나치오날레 알나스르   | 크로아티아     | 7              |
| 12위              | 데클런 라이스         | 웨스트햄 유나이티드 아스널  | 잉글랜드       | 1              |

### 남자 베스트 골키퍼
2023년 9월 14일, 5명의 선수가 후보에 올랐다. 이후 3명으로 추려진 최종 후보는 12월 12일에 공개되었다.
| 순위              | 선수                     | 클럽                                 | 국적           | 득표 수        |
| 최종 후보 명단    | 최종 후보 명단           | 최종 후보 명단                       | 최종 후보 명단 | 최종 후보 명단 |
| ----------------- | ------------------------ | ------------------------------------ | -------------- | -------------- |
| 1위               | 에데르송                 | 맨체스터 시티                        | 브라질         | 23             |
| 2위               | 티보 쿠르투아            | 레알 마드리드                        | 벨기에         | 20             |
| 3위               | 야신 부누                | 세비야 알힐랄                        | 모로코         | 16             |
| 그 외의 후보 명단 |                          |                                      |                |                |
| 순위              | 선수                     | 클럽                                 | 국적           | 득표 수        |
| 4위               | 마르크안드레 테어 슈테겐 | 바르셀로나                           | 독일           | 8              |
| 5위               | 앙드레 오나나            | 인테르나치오날레 맨체스터 유나이티드 | 카메룬         | 5              |

### 남자 베스트 감독
2023년 9월 14일, 5명의 감독이 후보에 올랐다. 이후 3명으로 추려진 최종 후보는 12월 13일에 공개되었다.
| 순위              | 선수              | 클럽               | 득표 수        |
| 최종 후보 명단    | 최종 후보 명단    | 최종 후보 명단     | 최종 후보 명단 |
| ----------------- | ----------------- | ------------------ | -------------- |
| 1위               | 펩 과르디올라     | 맨체스터 시티      | 28             |
| 2위               | 루차노 스팔레티   | 나폴리 이탈리아    | 18             |
| 3위               | 시모네 인차기     | 인테르나치오날레   | 11             |
| 그 외의 후보 명단 |                   |                    |                |
| 순위              | 선수              | 클럽               | 득표 수        |
| 4위               | 차비              | 바르셀로나         | 11             |
| 5위               | 엔제 포스테코글루 | 셀틱 토트넘 홋스퍼 | 4              |

### 여자 베스트 선수
2023년 9월 14일, 16명의 선수가 후보에 올랐다. 이후 3명으로 추려진 최종 후보는 12월 14일에 공개되었다.
올해의 여자 선수 선정 기준은 2022년 8월 1일부터 2023년 8월 20일까지의 기간 동안의 활약을 기준으로 한다.
| 순위              | 선수              | 클럽                          | 국적           | 득표 수        |
| 최종 후보 명단    | 최종 후보 명단    | 최종 후보 명단                | 최종 후보 명단 | 최종 후보 명단 |
| ----------------- | ----------------- | ----------------------------- | -------------- | -------------- |
| 1위               | 아이타나 본마티   | 바르셀로나                    | 스페인         | 52             |
| 2위               | 린다 카이세도     | 데포르티보 칼리 레알 마드리드 | 콜롬비아       | 40             |
| 3위               | 헤니 에르모소     | 파추카                        | 스페인         | 36             |
| 그 외의 후보 명단 |                   |                               |                |                |
| 순위              | 선수              | 클럽                          | 국적           | 득표 수        |
| 4위               | 살마 파라유엘로   | 바르셀로나                    | 스페인         | 32             |
| 5위               | 샘 커             | 첼시                          | 오스트레일리아 | 32             |
| 6위               | 로렌 제임스       | 첼시                          | 잉글랜드       | 18             |
| 7위               | 레이첼 데일리     | 애스턴 빌라                   | 잉글랜드       | 15             |
| 8위               | 미야자와 히나타   | 마이나비 센다이               | 일본           | 13             |
| 9위               | 케이라 월시       | 맨체스터 시티 바르셀로나      | 잉글랜드       | 11             |
| 10위              | 카디디아투 디아니 | 파리 생제르맹                 | 프랑스         | 10             |
| 11위              | 마피 레온         | 바르셀로나                    | 스페인         | 10             |
| 12위              | 앨릭스 그린우드   | 맨체스터 시티                 | 잉글랜드       | 5              |
| 13위              | 린제이 호런       | 리옹                          | 미국           | 2              |
| 14위              | 매리 파울러       | 맨체스터 시티                 | 오스트레일리아 | 0              |
| 15위              | 아만다 일레스테트 | 파리 생제르맹                 | 스웨덴         | 0              |
| 16위              | 케이틀린 푸어드   | 아스널                        | 오스트레일리아 | 0              |

### 여자 베스트 골키퍼
2023년 9월 14일, 7명의 선수가 후보에 올랐다. 이후 3명으로 추려진 최종 후보는 12월 12일에 공개되었다.
| 순위              | 선수                  | 클럽                | 국적           | 득표 수        |
| 최종 후보 명단    | 최종 후보 명단        | 최종 후보 명단      | 최종 후보 명단 | 최종 후보 명단 |
| ----------------- | --------------------- | ------------------- | -------------- | -------------- |
| 1위               | 메리 어프스           | 맨체스터 유나이티드 | 잉글랜드       | 28             |
| 2위               | 카타 콜               | 바르셀로나          | 스페인         | 14             |
| 3위               | 매켄지 아널드         | 웨스트햄 유나이티드 | 오스트레일리아 | 12             |
| 그 외의 후보 명단 |                       |                     |                |                |
| 순위              | 선수                  | 클럽                | 국적           | 득표 수        |
| 4위               | 제치라 무쇼비치       | 첼시                | 스웨덴         | 10             |
| 5위               | 산드라 파뇨스         | 바르셀로나          | 스페인         | 5              |
| 6위               | 크리스티아네 엔들레르 | 리옹                | 칠레           | 2              |
| 7위               | 안카트린 베르거       | 첼시                | 독일           | 1              |

### 여자 베스트 감독
2023년 9월 14일, 6명의 감독이 후보에 올랐다. 이후 3명으로 추려진 최종 후보는 12월 13일에 공개되었다.
| 순위              | 선수              | 클럽           | 득표 수        |
| 최종 후보 명단    | 최종 후보 명단    | 최종 후보 명단 | 최종 후보 명단 |
| ----------------- | ----------------- | -------------- | -------------- |
| 1위               | 사리나 비흐만     | 잉글랜드       | 28             |
| 2위               | 에마 헤이스       | 첼시           | 18             |
| 3위               | 호나탄 히랄데스   | 바르셀로나     | 14             |
| 그 외의 후보 명단 |                   |                |                |
| 순위              | 선수              | 클럽           | 득표 수        |
| 4위               | 페테르 예르하르손 | 스웨덴         | 7              |
| 5위               | 토니 구스타프손   | 오스트레일리아 | 5              |

### FIFA 푸슈카시상
2023년 9월 22일, 11명의 선수가 후보에 올랐다. 이후 3명으로 추려진 최종 후보는 12월 14일에 공개되었다.
| 순위              | 선수                | 소속 팀                | 상대 팀             | 점수           | 대회                                  | 날짜            | 득표 수        |
| 최종 후보 명단    | 최종 후보 명단      | 최종 후보 명단         | 최종 후보 명단      | 최종 후보 명단 | 최종 후보 명단                        | 최종 후보 명단  | 최종 후보 명단 |
| ----------------- | ------------------- | ---------------------- | ------------------- | -------------- | ------------------------------------- | --------------- | -------------- |
| 1위               | 길례르미 마드루가   | 보타포구 (SP)          | 노보리존치누        | 1 - 0          | 2023 캄페오나투 브라질레이루 세리이 B | 2023년 6월 27일 | 22             |
| 2위               | 누누 산투스         | 스포르팅 CP            | 보아비스타          | 3 - 0          | 프리메이라리가 2022-23                | 2023년 3월 12일 | 18             |
| 3위               | 훌리오 엔시소       | 브라이턴 & 호브 앨비언 | 맨체스터 시티       | 1 - 1          | 프리미어리그 2022-23                  | 2023년 5월 24일 | 17             |
| 그 외의 후보 명단 |                     |                        |                     |                |                                       |                 |                |
| 순위 없음         | 알바로 바레알       | FC 신시내티            | 피츠버그 리버하운즈 | 3 - 1          | 2023년 US 오픈컵                      | 2023년 6월 6일  | N/A            |
| 순위 없음         | 린다 카이세도       | 콜롬비아               | 독일                | 2 - 1          | 2023년 FIFA 여자 월드컵               | 2023년 7월 30일 | N/A            |
| 순위 없음         | 강성진              | 대한민국               | 요르단              | 2 - 0          | 2023년 AFC U-20 아시안컵              | 2023년 3월 5일  | N/A            |
| 순위 없음         | 샘 커               | 오스트레일리아         | 잉글랜드            | 1 - 3          | 2023년 FIFA 여자 월드컵               | 2023년 8월 16일 | N/A            |
| 순위 없음         | 브리안 로사노       | 아틀라스               | 아메리카            | 2 - 2          | 2022-23 리가 MX 클라우수라            | 2023년 2월 26일 | N/A            |
| 순위 없음         | 이반 모란테         | 이비사                 | 부르고스            | 2 - 0          | 세군다 디비시온 2022-23               | 2023년 3월 25일 | N/A            |
| 순위 없음         | 아스하트 타기베르겐 | 카자흐스탄             | 덴마크              | 3 - 2          | UEFA 유로 2024 예선                   | 2023년 3월 26일 | N/A            |
| 순위 없음         | 비아 자네라투       | 브라질                 | 파나마              | 4 - 0          | 2023년 FIFA 여자 월드컵               | 2023년 7월 24일 | N/A            |

### FIFA 팬상
이 상은 우승, 성별, 국적 등에 관계없이 2022년 8월부터 2023년 8월까지 최고의 팬들의 순간이나 제스처를 기념하는 상이다. 최종 후보들은 FIFA 전문가 패널에 의해 선정되었다.
콜론의 팬인 우고 다니엘 "토토" 이니게스가 264,591표를 얻어 FIFA 팬상을 수상하였다.
| 순위 | 팬                               | 선정 이유 | 득표 수 | 득표율 |
| ---- | -------------------------------- | --- | ------- | ------ |
| 1위  | 콜론 서포터들                    | 바라카스 센트랄과의 1부 리그 경기에서 TV 카메라는 아들에게 젖병을 먹이면서 품에 안고 있는 한 콜론 팬을 조명했다. 마음이 따뜻해지는 이 장면은 어린 시절부터 아들에게 팀에 대한 열정을 불러일으키려는 서포터의 의지가 반영되었다.                                                | 264,591 | 36.5%  |
| 2위  | 미겔 앙헬, 미요나리오스 서포터들 | 미요나리오스의 열렬한 팬이었던 콜롬비아의 청년이 알 수 없는 병으로 안락사되기 전 그의 마지막 소원을 들어줬다. 그의 죽음 전날, 이 열렬한 팬은 알리안사 페트롤레라와의 리그 경기를 앞두고 1군 선수단을 만나게 해주었다.                                                          | 253,167 | 35%    |
| 3위  | 프랜 헌덜                        | 골드코스트에서 시드니까지 32일 동안 하루 평균 32km의 거리를 드리블하는 프랜 헌덜의 도전은 스포츠계의 여성과 소녀들이 경기장 안팎에서 꿈을 꾸고 잠재력을 실현할 수 있도록 격려하는 것을 목표로 했고, 그녀는 1,000km를 달리며 호주 여성 스포츠 자선 단체를 위한 기금을 모금했다. | 206,553 | 28.5%  |

### FIFA 페어 플레이상
| 수상자 | 선정 이유 |
| ------ | --- |
| 브라질 | 2023년 6월 기니와의 친선 경기에서 브라질 대표팀은 반인종주의 성명을 통해 전통적인 노란색 유니폼에서 검은색 유니폼으로 교체했다. |

### FIFA FIFPro 월드 11 (FIFA FIFPro World11)
| 선수                | 소속 클럽                         |
| 골키퍼              | 골키퍼                            |
| ------------------- | --------------------------------- |
| 티보 쿠르투아       | 레알 마드리드                     |
| 수비수              |                                   |
| 카일 워커           | 맨체스터 시티                     |
| 후벵 디아스         | 맨체스터 시티                     |
| 존 스톤스           | 맨체스터 시티                     |
| 미드필더            |                                   |
| 베르나르두 실바     | 맨체스터 시티                     |
| 케빈 더 브라위너    | 맨체스터 시티                     |
| 주드 벨링엄         | 보루시아 도르트문트 레알 마드리드 |
| 공격수              |                                   |
| 비니시우스 주니오르 | 레알 마드리드                     |
| 엘링 홀란           | 맨체스터 시티                     |
| 킬리안 음바페       | 파리 생제르맹                     |
| 리오넬 메시         | 파리 생제르맹 인터 마이애미       |

### 내용주
1. ↑    - 동점자 선정 규칙(12조)을 반영하여 남자 대표팀 주장들의 투표 결과에 따라 리오넬 메시가 상을 수상하였다.